# Анастас Йованович
Анастас Йованович е „първият сръбски фотограф“, който е сътворил пантеон на сръбската фотография.

## Биография
Анастас Йованович е роден във Враца през 1817 г. Баща му Иван е бил търговец и изнасял за Сърбия шаяци и аби, а оттам внасял други изделия – коси, железария, лен. Във Враца Анастас учи писмо и четмо при Константин Огнянович, който е от град Панчево, където е имало българска колония. Владеел много добре български. За учител идва през 1822 г. по препоръка на врачанския първенец Димитраки Хаджитошев.
Когато Анастас навършва 9 години, баща му го отвежда да продължи образованието си в Белград (1826), където вуйчо му бил терзия и работел в княжеското шивашко ателие. През 1830 г., след смъртта на бащата на Анастас, в Белград идват да живеят и неговите близки: майката Мария (била е от заможен род), брат му Михаил и сестра му Катерина. Но след 1 година ново нещастие сполетява семейството – почива и вуйчото, който бил тяхна опора.
През 1832 г. в Белград се открива сръбска печатница с букволеярна. Там често се застоява юношата Анастас. На германските специалисти им прави впечатление неговата любознателност и той е приет, заедно с други свои другарчета да овладява печатарския занаят. В професията проявява сръчност и бързо напредва, германците му се доверяват и често го канят на гости, увеличават и заплатата му. Това му позволява да си купи собствено жилище, което обзавежда по европейски образец – със столове, маси, кревати.
Увлича се от рисуването и гравирането на букви върху метал. За успеха му говори следният факт – на него се поверява изписването на посвещение върху сабя, която княз Милош през 1836 г. подарява на барон Хердер.
След 2 години друго важно събитие коренно променя живота на Анастас Йованович. Трябва да се издаде първият сръбски буквар, но печатницата не разполага с курсивни кирилски букви. Да се поръчат в чужбина би затруднило осъществяването на идеята. С направата на матриците се заема Анастас. Най-напред започва с буква Ж, най-трудната. Като я видели майсторите от букволеярната, ахнали: „Много добре, много добре...“ След няколко седмици задачата е изпълнена, а впоследствие на „бял свят“ се появява и букварът в тираж 40 000 броя.
Княз Милош Обренович високо оценил таланта на Анастас и препоръчал да бъде изпратен като стипендиант на специализация в Австрия. Учи в художествената гимназия във Виена. Изучава литография, гравиране върху мед и стомана, един от първите запознат с фотографията дагеротипия и талботипия. Първата си значителна творба посвещава на Доситей Обрадович.
Анастас Йованович си поставя за цел да овладее „новото изобразително средство“ и след 2 години със собствена Дагерова камера прави своите първи снимки във Виена. Нещо повече – оптикът Прокеш му организира в града фотоизложба. През 1846 г. става и член на фотографското дружество.
Жени се за австрийка, а през 1839 г. се ражда и неговият първороден син Константин Йованович, който по-късно става известен виенски архитект и трайно свързва творческата си кариера с България. След Освобождението по негови проекти се построява сградата на Народното събрание, сградата на Книжовното дружество (БАН), Първа мъжка софийска гимназия и гимназията в град Лом. Когато трябвало да му се изплати хонорар за проекта на Народното събрание, се явява при Драган Цанков, който го посреща с думите: „Абе, момче, как така да разреша да получиш 6000 златни лева? Ако разбере това българският народ, ще дойде и с тояга ще ме прогони от канцеларията. Вземи 3000 и бъди доволен...“
Във Виена Анастас Йованович не е забравен от своя благодетел Милош Обренович, който често го посещава, поощрява го в пресъздаване на сръбската история в литографии. Анастас дори се води нещо като негов личен секретар. При него през 1852 г. идва и Николай Павлович от Свищов. Той има желание да постъпи в художествена академия, трябва да бъде подготвен по рисуване. Изведнъж го запленява фотоапаратът. Съвместната работа сближава двамата творци. По-късно Йованович ще му окаже помощ при отпечатването на литографии по сцени от романа на Велтман „Райна – българската княгиня“.
През 1858 г. в Белград пак е извършен преврат и Обреновичите отново идват на власт. Новият княз Михаил назначава Анастас Йованович на високия пост хофмайстер – „управител на двора княжеского“ – след многогодишно пребиваване във Виена пак е в Белград. Новите задължения пречат да се занимава усилено с литография и изобразително изкуство, но през свободното си време фотоапаратът е на негово разположение.
В княжеския двор Анастас Йованович отваря фотографско ателие и за придворен фотограф е назначен българин от Самоков – Анастас Карастоянов, който по разбираеми причини се отказва от фамилното си „кара“ и под снимките се подписва само Стоянович. В Сърбия за първи път той налага така наречената репортажна фотография, прави и пейзажи от Белград и неговите околности.
След убийството на Михаил през 1868 г. и новият княз Милан кани Анастас Йованович да остане да изпълнява своите длъжности като управител на княжеския двор, но Йованович отказва. Благодари за оказаната му чест, обаче се чувства уморен и е необходимо след 3 десетилетия упорит труд да се отдаде на заслужен отдих. През своя живот Анастас Йованович винаги се чувства българин (не забравя своя корен), а едновременно с това и сърбин. Дори известно време се подписва под своите литографии „Танаша Йованович, българин литограф“. Известни са думите му, че негова майка е тази, която го е родила, но като няма средства и го вземе друга жена, за да го отхрани и тя му е майка.
В своите мемоари за учението си в Белград през 1871 – 74 г. известният етнограф Димитър Маринов отбелязва, че Анастас Йованович е бил почетен член на българското дружество в града, в което участвали и много българи от Македония. На членовете му оказвал не само морална, но и материална помощ. През годините до своята смърт (1 ноември 1899 г.) Анастас Йованович живее както в своята стара къща в Белград, така и във Виена. Не престава да твори и да следи новостите във фотографията и изобразителното изкуство. Оставил ни е своя дневник и записки от живота си до 1842 г., които би трябвало да бъдат преоткрити и публикувани. А едни от последните му думи са: „Жалко, жалко! Всичко ме интересуваше, но сега вече всичко е отминало.“
Много от творбите на Анастас Йованович са притежание на различни сръбски и чуждестранни галерии и музеи, някои се съхраняват в Белградската национална библиотека. Неговите биографи отбелязват, че е създал повече от 200 литографии, рисунки и над 800 фотографии. Те му отреждат, особено снимките, значимо място в световната фотография. А на Балканите – пръв сред първите! Някои от неговите по-известни творби са литографиите на Доситей Обрадович, княгиня Юлия, Стефан Шупликац – войвода, княз Михаил Обренович, Крали Марко, крал Стефан Неман I, княз Милош Обренович, хайдут Велко, Стефан Урош, Николай I, Александър II и мн. др.